# ایدئالیسم استعلایی
ایدئالیسم استعلایی آموزه‌ای از ایمانوئل کانت، فیلسوف آلمانی قرن هجدهم است. این آموزه می‌گوید: «تجربهٔ انسان از هر چیز، برگرفته از نحوهٔ ظهور آن، بر انسان است؛ یعنی انسان اساساً سوژه‌محور است و فعالیتی نیست که مستقیماً چیزها را فی‌نفسه دریابد.» این آموزه عموماً مبتنی بر این ایده است که مکان و زمان صرفاً برداشت‌های انسان هستند و لزوماً مفاهیم واقعی نیست بلکه تنها ابزاری هستند که انسان‌ها از طریق آن، عالم را درمی‌یابند.
کسی که ایدئالیست استعلایی است، منکر آن است که چیزهایی هستند که در زمان و مکان نمودار نمی‌شوند. به عبارت دیگر او منکر آن است که چیزها بر دو نوع اند: «چیزهای واقعی (چیزهای فی نفسه) که متعالی هستند؛ و چیزهای تجربی که همان انطباعات حسی یا تمثلاتی هستند که خود، معلول و ناشی از تأثیر اشیای متعالی هستند.» بنابراین ایده آلیست استعلایی بودن، یعنی منکر عقیده رئالیست‌های استعلایی بودن؛ چرا که رئالیست‌های استعلایی معتقدند چیزهای عالم خارج، محسوسِ بی‌واسطه ما نیستند، بلکه آنچه ما حس می‌کنیم انطباعات یا تمثلاتی هستند که این چیزهای خارجی (متعالی) در ما ایجاد می‌کنند.